# Candara
Candara est une police de caractères linéale créée par Gary Munch pour Microsoft. Elle est distribuée avec Windows Vista et fait partie de la collection de polices d’écriture ClearType tout comme Calibri, Cambria, Consolas, Corbel et Constantia.